# Perceptório de Shingay
O Perceptório de Shingay foi um priorado de Cavaleiros Hospitalários em Shingay em Cambridgeshire, Inglaterra. Foi estabelecido em 1144. O local com o fosso é um monumento antigo programado.